# آئروسپاسیال اس‌آ ۳۳۰ پوما
آئروسپاسیال اس‌آ ۳۳۰ پوما (به فرانسوی: Aérospatiale SA 330 Puma) بالگرد دوموتوره چندمنظوره و ترابری تاکتیکی فرانسوی است. این بال‌گرد در شرکت هوانوردی سود طراحی و تولید شده و پس از ادغام شرکت سود-اویاسیون و نورد و ایجاد شرکت آئروسپاسیال تولید آن در این شرکت ادامه یافت. پوما تحت لیسانس آئروسپاسیال در رومانی و با عنوان آی‌ای‌آر ۳۳۰ و بدون لیسانس در آفریقای جنوبی با نام‌های دنل رویوالک و Atlas Oryx تولید شده‌است. موفقیت تجاری پوما موجب شد تا مدل‌های ارتقا یافته‌ای از آن مانند سوپر پوما و آ۵۳۲ کوگار نیز از دهه ۱۹۹۰ تاکنون در شرکت ایرباس هلیکوپترز تولید شوند.

## تاریخچه
پوما در جنگ‌های متعددی از جمله جنگ داخلی لبنان، جنگ خلیج فارس، جنگ مرزی جنوب آفریقا، جنگ استعماری پرتغال، جنگ‌های یوگسلاو، جنگ عراق و جنگ فالکلند شرکت داشته‌است. مدل غیرنظامی این هلیکوپتر نیز تولید شده و مورد استفاده چندین کاربر غیرنظامی قرار گرفته‌است.

## توسعه
پوما به همراه هلیکوپتر فرانسوی آئروسپاسیال غزال و هلیکوپتر انگلیسی لینکس یکی از سه هلیکوپتری بود که بر اساس قرارداد سال ۱۹۶۷ بریتانیا و فرانسه توافق شد توسط هر دو کشور تولید شده و مورد استفاده قرار گیرند. نخستین پیش‌نمونه پوما در سال ۱۹۶۵ پرواز کرده و آخرین نمونه‌های پیش از آغاز تولید انبوه در سال ۱۹۶۸ به پرواز درآمدند. نتیجه پروازهای آزمایشی رضایت بخش بود و حکایت از یک بال‌گرد سریع و چابک با اعتمادپذیری بالا داشت. در نتیجه تولید انبوه این هلیکوپتر در همان سال آغاز شد و در سال ۱۹۷۰ به‌طور رسمی وارد نیروهای مسلح فرانسه شد. پوما به یکی از بهترین طرح‌های هلیکوپتر تاریخ تبدیل شد و نیروهای مسلح دست‌کم ۴۰ کشور دنیا از این هلیکوپتر استفاده کرده‌اند. این هلیکوپتر که در ابتدا آلوئت ۴ نام‌گذاری شده بود تا سال ۱۹۸۷ در خط تولید بود و در مجموع ۶۹۷ فروند از آن ساخته شد.

## ویژگی‌ها
نیروی محرکه پوما را دو موتور توربوشفت هر یک به قدرت ۱۵۷۵ اسب بخار تأمین می‌کنند. حداکثر سرعت این هلیکوپتر ۲۷۳ کیلومتر بر ساعت و برد عملیاتی آن ۵۸۰ کیلومتر است. سرعت اوج‌گیری پوما ۷.۱ متر بر ثانیه و سقف پروازی آن هم ۴۸۰۰ متر از سطح دریاست. پروانه اصلی آن چهار پره و روتور دم آن پنج پره دارد. وزن خالی پوما ۳۵۳۶ کیلوگرم و بیشینه وزن برخاست آن ۷ تن می‌باشد. این هلیکوپتر سه خدمه پروازی داشته و ظرفیت حمل ۱۶ سرنشین را دارد. طول این هلیکوپتر ۱۸٫۱۵ متر و ارتفاع آن هم ۵٫۱۴ متر است.